# Châteauneuf-les-Bains
Châteauneuf-les-Bains ist eine französische Gemeinde mit 311 Einwohnern (Stand: 1. Januar 2022) im Département Puy-de-Dôme in der Region Auvergne-Rhône-Alpes (vor 2016 Auvergne). Sie gehört zum Arrondissement Riom und zum Kanton Saint-Éloy-les-Mines (bis 2015 Manzat). Die Einwohner werden Castelneuvois genannt.

## Geographie
Châteauneuf-les-Bains liegt etwa 20 Kilometer nordwestlich von Riom und etwa 35 Kilometer nordnordwestlich von Clermont-Ferrand in den Monts Dômes am Sioule. Umgeben wird Châteauneuf-les-Bains von den Nachbargemeinden Ayat-sur-Sioule im Norden, Blot-l’Église im Osten und Nordosten, Saint-Angel im Osten und Südosten, Vitrac im Süden sowie Saint-Gervais-d’Auvergne im Westen.
Der Ort ist bekannt für seine heilkräftigen Thermalquellen.

## Bevölkerungsentwicklung
| Jahr                       | 1962 | 1968 | 1975 | 1982 | 1990 | 1999 | 2006 | 2013 |
| Einwohner                  | 508  | 492  | 453  | 374  | 330  | 303  | 299  | 290  |
| Quellen: Cassini und INSEE |      |      |      |      |      |      |      |      |

## Sehenswürdigkeiten
- Kirche